# Albert Portas i Soy
Albert Portas i Soy (Barcelona, 15 de novembre de 1973) és un tennista català retirat.
La fita més important que va aconseguir fou guanyar el Masters d'Hamburg l'any 2001 al derrotar a Juan Carlos Ferrero a la final gràcies a les seves "deixades", que li donaren el nom de "Drop Shot Dragon" (deixades del drac). De fet, aquest fou el seu únic títol individual que va aconseguir en la seva carrera i li va permetre arribar el 19è lloc del rànquing mundial.
Després de la seva retirada va exercir d'entrenador de tennis, on destaca haver entrenat l'eslovaca Daniela Hantuchová de novembre de 2008 a febrer de 2009.

## Palmarès: 2 (1−1)

### Individual: 4 (1−3)
| Llegenda (pre/post 2009)                                 |
| -------------------------------------------------------- |
| Grand Slams (0−0)                                        |
| Tennis Masters Cup / ATP Finals (0−0)                    |
| ATP Masters Series / ATP World Tour Masters 1000 (1−0)   |
| ATP International Series Gold / ATP World Tour 500 (0−1) |
| ATP International Series / ATP World Tour 250 (0−2)      |

| Títols per superfície |
| --------------------- |
| Dura (0−0)            |
| Gespa (0−0)           |
| Terra batuda (1−3)    |

| Resultat  | Núm. | Data                 | Torneig                | Superfície   | Oponent en la final | Marcador                   |
| --------- | ---- | -------------------- | ---------------------- | ------------ | ------------------- | -------------------------- |
| Finalista | 1.   | 20 d'abril de 1997   | Barcelona, Catalunya   | Terra batuda | Albert Costa        | 5−7, 4−6, 4−6              |
| Finalista | 2.   | 16 d'agost de 1999   | San Marino, San Marino | Terra batuda | Galo Blanco         | 6−4, 4−6, 4−6              |
| Guanyador | 1.   | 14 de maig de 2001   | Hamburg, Alemanya      | Terra batuda | Juan Carlos Ferrero | 4−6, 6−2, 0−6, 7−6(5), 7−5 |
| Finalista | 3.   | 30 de juliol de 2001 | Sopot, Polònia         | Terra batuda | Tommy Robredo       | 6−1, 6−7, 5−7              |

### Dobles: 4 (1−3)
| Llegenda (pre/post 2009)                                 |
| -------------------------------------------------------- |
| Grand Slams (0−0)                                        |
| Tennis Masters Cup / ATP Finals (0−0)                    |
| ATP Masters Series / ATP World Tour Masters 1000 (0−0)   |
| ATP International Series Gold / ATP World Tour 500 (0−0) |
| ATP International Series / ATP World Tour 250 (1−3)      |

| Títols per superfície |
| --------------------- |
| Dura (0−0)            |
| Gespa (0−0)           |
| Terra batuda (1−3)    |

| Resultat  | Núm. | Data                  | Torneig        | Superfície   | Parella                | Oponents en la final              | Marcador    |
| --------- | ---- | --------------------- | -------------- | ------------ | ---------------------- | --------------------------------- | ----------- |
| Finalista | 1.   | 4 de novembre de 1996 | Santiago, Xile | Terra batuda | Dinu Pescariu          | Gustavo Kuerten Fernando Meligeni | 2−6, 4−6    |
| Guanyador | 1.   | 17 de juliol de 2000  | Umag, Croàcia  | Terra batuda | Alex López Morón       | Ivan Ljubičić Lovro Zovko         | 6−1, 7−6(2) |
| Finalista | 2.   | 15 de juliol de 2002  | Umag           | Terra batuda | Fernando Vicente       | Frantisek Cermak Julian Knowle    | 4−6, 4−6    |
| Finalista | 3.   | 24 de juliol de 2006  | Umag (2)       | Terra batuda | Guillermo García-López | Jaroslav Levinsky David Skoch     | 4−6, 4−6    |

## Trajectòria
| Open d'Austràlia | A  | 1R | 1R | 2R | 1R | 2R | 1R | 1R  | A   | A   | 0 / 7 | 2 – 7   |
| Roland Garros | 3R | 1R | 2R | 3R | 1R | 3R | 2R | 1R  | A   | 1R  | 0 / 9 | 8 – 9   |
| Wimbledon | A  | 1R | 1R | 3R | 1R | 1R | 1R | A   | A   | 1R  | 0 / 7 | 2 – 7   |
| US Open | 1R | A  | 1R | 1R | 3R | 1R | 1R | A   | A   | A   | 0 / 6 | 2 – 6   |
| Rànquing a final d'any | 35 | 84 | 90 | 51 | 20 | 88 | 85 | 175 | 119 | 140 |       | 14 – 29 |
| Llegenda: G: Guanyador; F: Finalista; SF: Semifinalista; QF: Quarts de final; Q: Qualificació; A: Absent; RR: Round Robin; Q: Qualificació |    |    |    |    |    |    |    |     |     |     |       |         |